# Gündoğan, Bodrum
Gündoğan là một thị trấn thuộc huyện Bodrum, tỉnh Muğla, Thổ Nhĩ Kỳ. Dân số thời điểm năm 2011 là 6.111 người.